# Tod River Reservoir
Tod River Reservoir är en reservoar i Australien. Den ligger i delstaten South Australia, omkring 260 kilometer väster om delstatshuvudstaden Adelaide. Arean är 0,28 kvadratkilometer. Den sträcker sig 1,1 kilometer i nord-sydlig riktning, och 0,6 kilometer i öst-västlig riktning.
Trakten runt Tod River Reservoir består till största delen av jordbruksmark. Trakten runt Tod River Reservoir är nära nog obefolkad, med mindre än två invånare per kvadratkilometer. Genomsnittlig årsnederbörd är 585 millimeter. Den regnigaste månaden är juni, med i genomsnitt 126 mm nederbörd, och den torraste är januari, med 16 mm nederbörd.